# Sainte-Hélène-sur-Isère
Sainte-Hélène-sur-Isère è un comune francese di 1 153 abitanti situato nel dipartimento della Savoia della regione dell'Alvernia-Rodano-Alpi.

## Geografia fisica
Situata nell'alta Comba di Savoia, sorge sulla riva sinistra dell'Isère.

## Società

### Evoluzione demografica
Abitanti censiti